# José Manuel del Carpio
José Manuel del Carpio fue un abogado y político boliviano. No existen datos sobre su nacimiento, padres o descendencia.
Electo Primer Vicepresidente de Bolivia durante la gestión de Aniceto Arce.
Fue ministro de Instrucción Pública, Justicia y Culto, Gobierno y Relaciones Exteriores en el gobierno de Hilarión Daza. Durante la presidencia de Aniceto Arce también ocupó el cargo de Ministro de Relaciones Exteriores y Culto.
Ministro Interino de Guerra durante la presidencia de Gregorio Pacheco.
Se cree que su descendiente es el ministro de gobierno Carlos Eduardo del Castillo del Carpio del presidente de Bolivia Luis Alberto Arce Catacora.